# فورنو دی تزولدو
فورنو دی تزولدو (به ایتالیایی: Forno di Zoldo) یک کومونه در ایتالیا است که در استان بلونو واقع شده‌است.

## خصوصیات
فورنو دی تزولدو ۷۹٫۹ کیلومترمربع مساحت و ۲٬۷۸۴ نفر جمعیت دارد.